# Aviär mykobakterios
Aviär mykobakterios, som ibland lite missvisande kallas aviär tuberkulos eller fågeltuberkulos, är en infektion som drabbar fåglar. Infektionen förekommer troligen i hela världen och orsakas av bakterien Mycobacterium avium. Aviär mykobakterios sprids till största delen via fåglarnas avföring. Bakterierna överförs inte till avkomman via äggen. De fall som beskrivits hos människor har främst drabbat äldre personer med kroniska lungsjukdomar, rökare och patienter med nedsatt immunförsvar.

## Förekomst i Sverige
Sjukdomen har i Sverige diagnosticerats i hobbyhönsbesättningar men också hos arter som anka och fasan. Antalet fall i Sverige är lågt med 1–5 per år men troligen är sjukdomen vanligare. Symptomen hos sjuka fåglar är ospecifika men kan vara; avmagring, nedsatt allmäntillstånd, något förhöjd dödlighet på flocknivå, lägre äggproduktion, diarré hos enstaka fåglar, ensidig hälta, blek och liten kam. Enda sättet att ställa diagnos är genom obduktion. Sjukdomen behandlas inte i Sverige. Efter ett utbrott rekommenderas en genomgående sanering av hönshus och mark.